# Марко Иванов
 Тази статия е за костурския войвода на ВМОРО.  За леринския вижте Марко Лерински.  
Марко (Мати) Иванов Петров, наричан Карамата, е български революционер, костурски войвода на Вътрешната македоно-одринска революционна организация.

## Биография
Роден е на 20 юни 1877 година в кайлярското село Палеор, тогава в Османската империя. Образова се сам. Влиза във ВМОРО и става един от най-ценните сътрудници на Марко Лерински и дядо Андрей Петров, като се занимава с доставяне на оръжие за организацията. В 1903 година става четник при поручик Георги Папанчев. През май същата година присъства на Смилевския конгрес. По време на Илинденско-Преображенското въстание е войвода на загорицкия център в Костурско и участва в превземането на Клисура и това на Невеска, като е назначен за комендант на Клисура. По-късно четата му задържа турското настъпление от Костур през Маврово.
След въстанието се прехвърля в България и се занимава с търговия.
При избухването на Балканската война в 1912 година е войвода на чета № 17 на Македоно-одринското опълчение, съставена от 12 души. Преминава в Костурско заедно с четите на Георги Попхристов, Павел Христов и Христо Цветков. Действа с четата на Васил Чекаларов, а след това и в похода на голямата чета към Костурско в 1913 година. След това преминава в Тиквешко.
През Първата световна война служи в Пети пехотен македонски полк на Единадесета дивизия.
| Чета № 17 на МОО с командир Марко Иванов | Чета № 17 на МОО с командир Марко Иванов | Чета № 17 на МОО с командир Марко Иванов | Чета № 17 на МОО с командир Марко Иванов | Чета № 17 на МОО с командир Марко Иванов | Чета № 17 на МОО с командир Марко Иванов |
| Номер                                    | Име                                      | Години                                   | Околия                                   | Селище                                   | Бележки                                  |
| ---------------------------------------- | ---------------------------------------- | ---------------------------------------- | ---------------------------------------- | ---------------------------------------- | ---------------------------------------- |
|                                          | Никола Ангелов                           | 28                                       | Леринско                                 | Попължани                                |                                          |

Лазар Томов пише за него: 
| „ | Марко Иванов бе любимец на стари и млади македонски чеда. Той бе отличен певец, изразител на измъчената душа на македонския българин. | “ |

Участва като делегат от Крупнишкото македонско братство в обединителния конгрес на Македонската федеративна организация и Съюза на македонските емигрантски организации от януари 1923 година.
Марко Иванов е сред основателите на Илинденската организация. Умира след тежко боледуване на 16 декември 1933 година.